# Villa Schwalbenhof

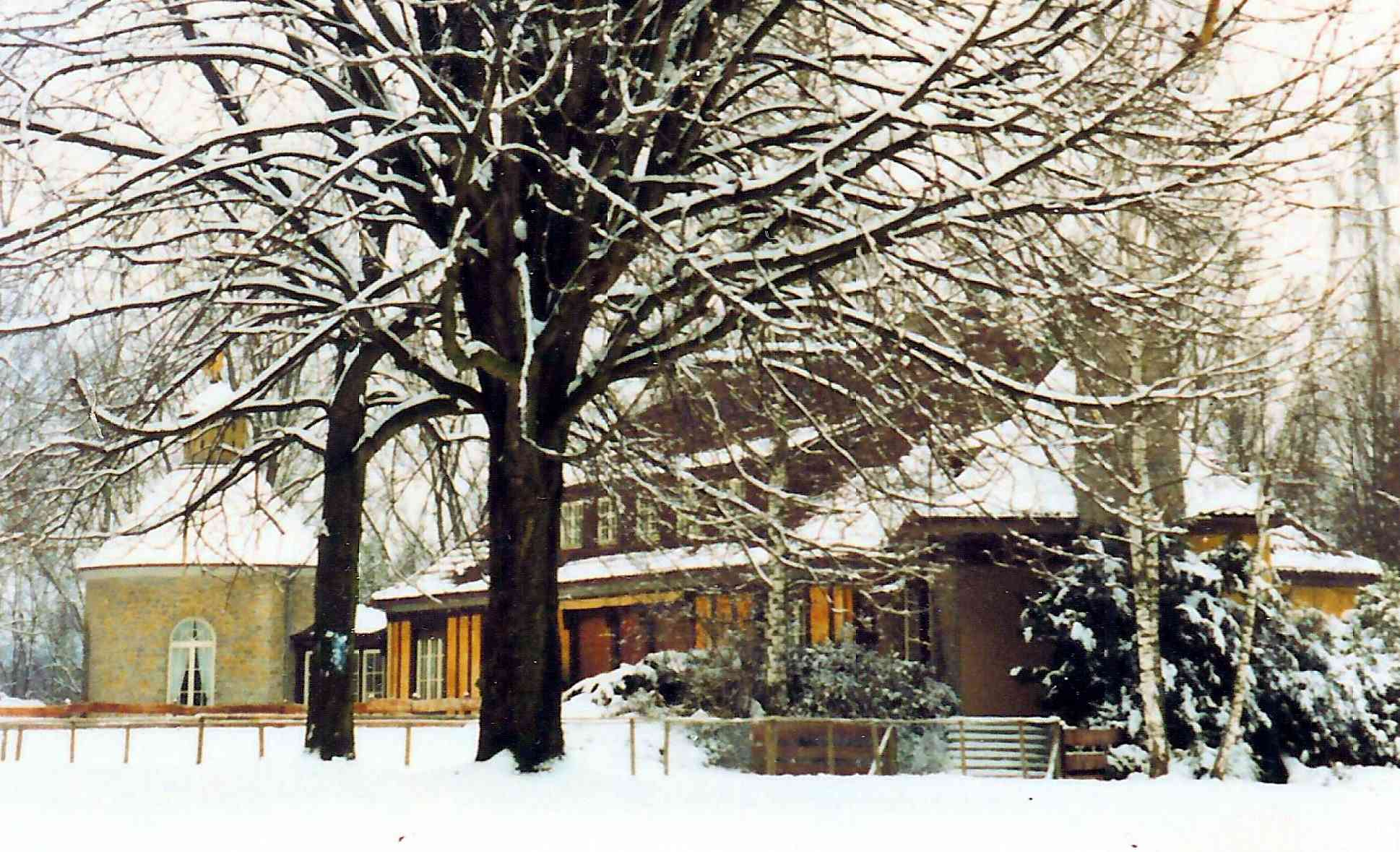
Park und Villa, 1984. Links das „Turmzimmer“.

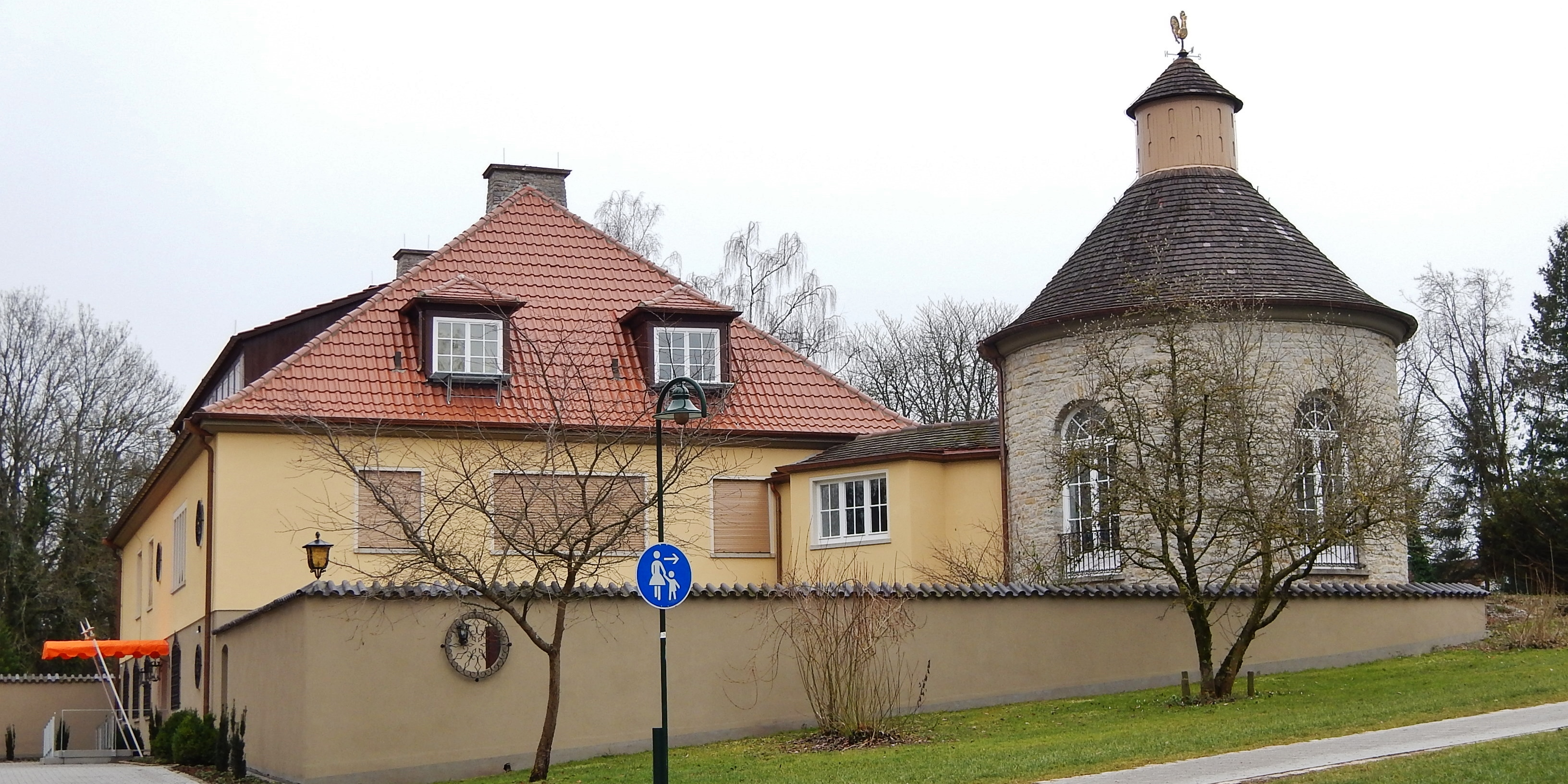
Villa von Westen, 2014

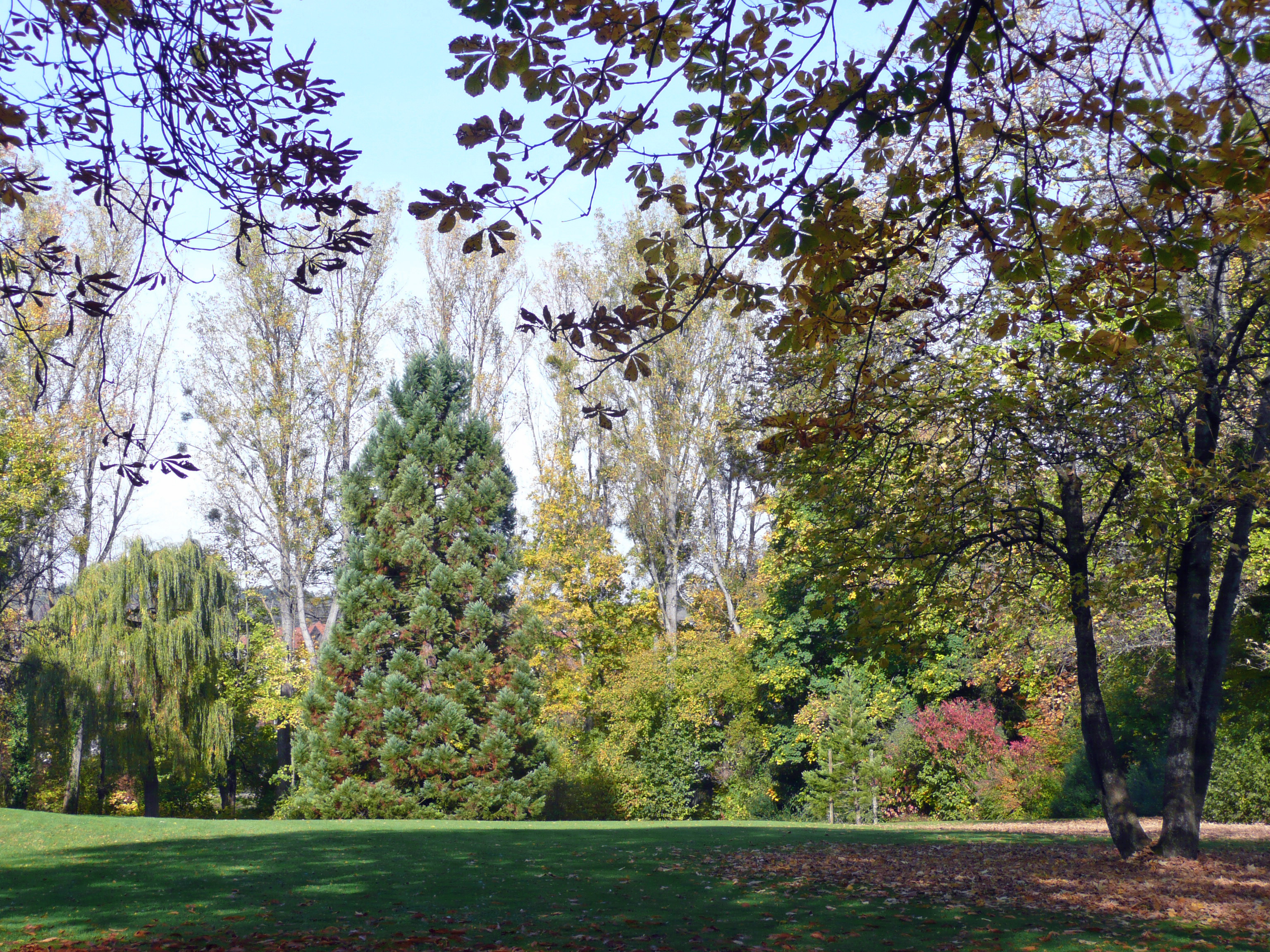
Park

Die Villa Schwalbenhof ist ein Gebäude in Gärtringen. Heute wird das Haus von der Gemeinde als Kultur- und Veranstaltungszentrum genutzt. Außerdem beherbergt es eine Gedenkstätte für den Schriftsteller, Journalisten und Literaturkritiker Friedrich Sieburg.
1957 wurde die Villa Schwalbenhof im Auftrag des Fabrikanten Erich Kiefer vom Architekten Fritz August Breuhaus de Groot erbaut. Friedrich Sieburg, der regelmäßig Gast des Hauses war, heiratete nach Erich Kiefers Tod dessen Witwe Alwine, sodass die Villa 1963 Sieburgs letzter Wohnsitz wurde. Sieburg starb 1964.
Seit 1982 dient die vier Jahre zuvor von der Gemeinde Gärtringen erworbene Villa als Kleinkunstbühne. Sie ist Veranstaltungsort für Kabarett, Musik, Literatur, Theater und Kindertheater. Eine umfassende denkmalgerechte Sanierung mit gleichzeitigem Umbau zum Kultur- und Veranstaltungszentrum erfolgte in den Jahren 2012 bis 2013, seitdem sind dort zusätzlich Vereins- und Seminarräume untergebracht. Auch die Anmietung von Räumlichkeiten für private Feiern und Firmenveranstaltungen sowie die Durchführung von Trauungen ist seitdem möglich.
Am 15. September 2013 erfolgte die feierliche Wiedereröffnung mit Tag der offenen Tür.
Anlässlich Sieburgs hundertstem Geburtstag eröffnete die Gemeinde Gärtringen am 18. Mai 1993 im Turmzimmer der Villa eine Gedenkstätte für Friedrich Sieburg. Im Zusammenhang mit der umfassenden Sanierung der Villa Schwalbenhof 2012/2013 erfolgte eine Neukonzeption der Ausstellung. Sie befindet sich jetzt im Großen Saal („Erich-Kiefer-Saal“) und kann nur nach vorheriger Vereinbarung mit der Gemeindeverwaltung besichtigt werden.